# Roger Armstrong
Pour les articles homonymes, voir Armstrong.
Roger Armstrong (12 octobre 1917, Los Angeles Californie - 7 juin 2007) est un scénariste et dessinateur de bandes dessinées.
Il étudie au Chouinard Art Institute de Los Angeles à la fin des années 1930, puis travaille pour Walter Lantz (1944-45) avant de commencer une prolifique carrière en tant que dessinateur et scénariste de bandes dessinées pour Warner Bros (Porky Pig, Bugs Bunny), Western Publishing (bandes dessinées Disney, notamment Hiawatha, P'tit Loup, Donald Duck) et Hanna-Barbera. 